# Everest View Hotel
 (septembre 2009).
Si vous disposez d'ouvrages ou d'articles de référence ou si vous connaissez des sites web de qualité traitant du thème abordé ici, merci de compléter l'article en donnant les références utiles à sa vérifiabilité et en les liant à la section « Notes et références ».
L'Hotel Everest View (HEV) est un hôtel situé au Népal dans la région de Khumbu, dans l'Himalaya.

## Histoire
L'hôtel est construit dans les années 1970 par le Japonais Takashi Miyahara qui souhaite contribuer au développement du tourisme au Népal. Le bâtiment est conçu par l'architecte Yoshinobu Kumagaya. Le financement de 100 millions de yens provient de 15 clubs de randonnée universitaires de Tokyo, et le gouvernement népalais contribue à hauteur de 500.000 roupies. Les conditions pour la construction sont difficiles, et il faut parfois marcher 2 semaines avec le matériel pour l'acheminer jusqu'au site de construction. L'hôtel ouvre ses portes en 1972.

## Description
Propriété de la société Trans Himalayan Tour, il se trouve à 3 880 m d'altitude et offre une vue panoramique sur l'Everest. L'hôtel compte 12 chambres.
Il ne s'agit pas de l'hôtel le plus haut du monde car beaucoup de villes avec des hôtels sont situées à plus de 4000m (El Atlo et Potosí sur l'altiplano bolivien sont à plus de 4000m).